# Copa turco-xipriota de futbol
La Copa turco-xipriota de futbol (anomenada oficialment Federasyon Kupası, literalment Copa Federació) és segona competició futbolística de la República Turca de Xipre del Nord. Es disputa per eliminatòries.
Es creà l'any 1956 i fins al 1988 s'anomenà Kibris Kupasi (Copa de Xipre).

## Historial
Font:

### Kibris Kupasi
| Any  | Campió                 | Resultat | Finalista          |
| ---- | ---------------------- | -------- | ------------------ |
| 1956 | Çetinkaya Türk (1)     | 3-2      | Doğan Türk Birliği |
| 1957 | Çetinkaya Türk (2)     | 4-3      | Doğan Türk Birliği |
| 1958 | Çetinkaya Türk (3)     | 2-1      | Yenicami Ağdelen   |
| 1959 | Çetinkaya Türk (4)     | 6-0      | Gençlik Gücü       |
| 1960 | Çetinkaya Türk (5)     | 2-0      | Gençlik Gücü       |
| 1961 | Magusa Türk Gücü (1)   | 2-1      | Yenicami Ağdelen   |
| 1962 | Yenicami Ağdelen (1)   | 5-2      | Baf Ülkü Yurdu     |
| 1963 | Çetinkaya Türk (6)     | 3-0      | Küçük Kaymakli     |
| 1969 | Çetinkaya Türk (7)     | 3-1      | Yenicami Ağdelen   |
| 1970 | Çetinkaya Türk (8)     | 2-0      | Yenicami Ağdelen   |
| 1971 | Gönyeli (1)            | 2-0      | Gençlik Gücü       |
| 1972 | Lefke TSK (1)          | 4-0      | Baf Ülkü Yurdu     |
| 1973 | Yenicami Ağdelen (2)   | 4-1      | Gönyeli            |
| 1974 | Yenicami Ağdelen (3)   | 1-0      | Gönyeli            |
| 1976 | Çetinkaya Türk (9)     | 3-0      | Baf Ülkü Yurdu     |
| 1977 | Magusa Türk Gücü (2)   | 3-0      | Gönyeli            |
| 1978 | Doğan Türk Birliği (1) | 3-0      | Yenicami Ağdelen   |
| 1979 | Magusa Türk Gücü (3)   | 2-0      | Gönyeli            |
| 1980 | Küçük Kaymakli (1)     | 1-0      | Magusa Türk Gücü   |
| 1981 | Gençlik Gücü (1)       | 4-1, 1-0 | Yenicami Ağdelen   |
| 1982 | Türk Ocagi (1)         | 1-0, 1-2 | Küçük Kaymakli     |
| 1983 | Magusa Türk Gücü (4)   | 3-0, 1-2 | Gönyeli            |
| 1984 | Türk Ocagi (2)         | 0-0, 2-0 | Gönyeli            |
| 1985 | Gönyeli (2)            | 1-2, 2-0 | Doğan Türk Birliği |
| 1986 | Küçük Kaymakli (2)     | 1-1, 1-0 | Magusa Türk Gücü   |
| 1987 | Magusa Türk Gücü (5)   | 3-3, 2-0 | Yalova SK          |
| 1988 | Küçük Kaymakli (3)     | 2-0, 1-2 | Doğan Türk Birliği |

### Federasyon Kupasi
| Any  | Campió                 | Resultat    | Finalista          |
| ---- | ---------------------- | ----------- | ------------------ |
| 1989 | Yenicami Ağdelen (4)   | 0-0, 3-2    | Doğan Türk Birliği |
| 1990 | Türk Ocagi (3)         | 1-0         | Doğan Türk Birliği |
| 1991 | Çetinkaya Türk (10)    | 2-0         | Küçük Kaymakli     |
| 1992 | Çetinkaya Türk (11)    | 4-1         | Binatli Yilmaz     |
| 1993 | Çetinkaya Türk (12)    | 3-2         | Gençlik Gücü       |
| 1994 | Yalova SK (1)          | 1-0         | Gaziveren          |
| 1995 | Gönyeli (3)            | 6-0         | Girne Halk Evi     |
| 1996 | Çetinkaya Türk (13)    | 4-0         | Akincilar          |
| 1997 | Küçük Kaymakli (4)     | 3-0         | Gönyeli            |
| 1998 | Gönyeli (4)            | 3-1         | Çetinkaya Türk     |
| 1999 | Çetinkaya Türk (14)    | 4-2         | Gönyeli            |
| 2000 | Gönyeli (5)            | 5-2         | Esentepe           |
| 2001 | Çetinkaya Türk (15)    | 4-1         | Küçük Kaymakli     |
| 2002 | Küçük Kaymakli (5)     | 3-2         | Gönyeli            |
| 2003 | Yenicami Ağdelen (5)   | 2-1         | Magusa Türk Gücü   |
| 2004 | Küçük Kaymakli (6)     | 2-1         | Yenicami Ağdelen   |
| 2005 | Binatli Yilmaz (1)     | 2-1         | Gönyeli            |
| 2006 | Çetinkaya Türk (16)    | 4-0         | Ozanköy            |
| 2007 | Türk Ocagi (4)         | 4-0         | Tatlisu            |
| 2008 | Gönyeli (6)            | 5-1         | Esentepe           |
| 2009 | Gönyeli (7)            | 3-0         | Küçük Kaymakli     |
| 2010 | Gönyeli (8)            | 3-1         | Bostancı Bağcıl SK |
| 2011 | Çetinkaya Türk (17)    | 3-0         | Lefke TSK          |
| 2012 | Doğan Türk Birliği (2) | 2-2 (p.4-2) | Küçük Kaymakli     |
| 2013 | Yenicami Ağdelen (6)   | 2-0         | Magusa Türk Gücü   |

### Kıbrıs Kupası
| Any  | Campió                    | Resultat            | Finalista                  |
| ---- | ------------------------- | ------------------- | -------------------------- |
| 2014 | Lefke TSK (2)             | 3-1                 | Yenicami Ağdelen           |
| 2015 | Yenicami Ağdelen (7)      | 4-2                 | Mormenekşe Gençler Birliği |
| 2016 | Küçük Kaymakli (7)        | 2-2 (prò.) (4-3 p)  | Yenicami Ağdelen           |
| 2017 | Türk Ocagi (5)            | 1-0                 | Yalova SK                  |
| 2018 | Cihangir GSK (1)          | 3-1                 | Magusa Türk Gücü           |
| 2019 | Magusa Türk Gücü (6)      | 2-1                 | Yenicami Ağdelen           |
| 2020 | Yenicami Ağdelen (8)      | 3-1                 | Magusa Türk Gücü           |
| 2021 | No es disputà             | No es disputà       | No es disputà              |
| 2022 | Magusa Türk Gücü (7)      | 2-0                 | Doğan Türk Birliği         |
| 2023 | Türk Ocagi (6)            | 3-3 (prò.) (5-3 p)  | Cihangir GSK               |
| 2024 | Göçmenköy İdman Yurdu (1) | 1-1 (prò.) (10-9 p) | Magusa Türk Gücü           |